# Sheppard (Familienname)
Sheppard ist ein englischer Familienname.

## Herkunft und Bedeutung
Sheppard ist ein Berufsname und bezieht sich auf den Schafhirten.

## Namensträger
- Alison Sheppard (* 1972), schottische Schwimmerin
- Allen Sheppard, Baron Sheppard of Didgemere (1932–2015), britischer Wirtschaftsmanager und Politiker der Conservative Party
- Andy Sheppard (* 1957), britischer Jazzsaxophonist
- Anna B. Sheppard (* 1946), polnische Kostümbildnerin
- Anne D. R. Sheppard (* 1951), britische Altphilologin und Philosophiehistorikerin
- Bill Sheppard (Fußballspieler) (1906–1950), englischer Fußballspieler
- Bill Sheppard (Musikproduzent) (1922–1997), US-amerikanischer Musikproduzent
- Bob Sheppard (Stadionsprecher) (1910–2010), US-amerikanischer Stadionsprecher
- Bob Sheppard (* 1952), US-amerikanischer Jazzmusiker
- Christopher Sheppard, britischer Filmproduzent und Regisseur
- D’Jarie Sheppard (* 2000), antiguanischer Fußballspieler
- Dave Sheppard (1931–2000), US-amerikanischer Gewichtheber
- David Sheppard, Baron Sheppard of Liverpool (1929–2005), englischer Cricketspieler und Geistlicher
- Gregg Sheppard (* 1949), kanadischer Eishockeyspieler
- Harry Sheppard (1928–2022), US-amerikanischer Jazzmusiker
- Harry R. Sheppard (1885–1969), US-amerikanischer Politiker
- Howard Sheppard (* 1933), kanadischer Politiker
- Jack Sheppard (1702–1724), englischer Räuber
- James Sheppard (Politiker) (1890–1973), US-amerikanischer Politiker
- James Sheppard (Eishockeyspieler) (* 1988), kanadischer Eishockeyspieler
- Jeff Sheppard (* 1974), US-amerikanischer Basketballspieler
- John Sheppard (Komponist) (um 1515–1558), englischer Komponist und Organist
- John Sheppard (Autor) (1785–1879), englischer Autor
- John Sheppard (Designer) (1922–2015), britischer Automobildesigner
- John Sheppard (Drehbuchautor), kanadischer Drehbuchautor
- John Calhoun Sheppard (1850–1931), US-amerikanischer Politiker
- John Levi Sheppard (1852–1902), US-amerikanischer Politiker
- John Morris Sheppard (1875–1941), US-amerikanischer Politiker, siehe Morris Sheppard
- John William Shepherd (* 1960), US-amerikanischer Schauspieler und Filmproduzent
- Kate Sheppard (1847–1934), neuseeländische Sozialreformerin, Suffragette und erste Präsidentin des National Council of Woman
- Kerry Ann Sheppard (* 1984), walisische Badmintonspielerin
- Kevin Sheppard (* 1979), US-amerikanischer Basketball- und Fußballspieler der Amerikanischen Jungferninseln
- Lito Sheppard (* 1981), US-amerikanischer Footballspieler
- Loulia Sheppard, Maskenbildnerin
- Marc Sheppard (* 1967), US-amerikanischer Sommerbiathlet
- Marilyn Sheppard († 1954), US-amerikanisches Mordopfer, siehe Samuel Sheppard
- Mark Sheppard (* 1964), britischer Schauspieler und Musiker
- Mel Sheppard (1883–1942), US-amerikanischer Leichtathlet
- Mike Sheppard (* 1988), kanadischer Rugby-Union-Spieler
- Morris Sheppard (1875–1941), US-amerikanischer Politiker
- Oliver Sheppard (1865–1941), irischer Bildhauer
- Philip Sheppard (1921–1976), britischer Genetiker
- Ray Sheppard (* 1966), kanadischer Eishockeyspieler
- Reed Sheppard (* 2004), US-amerikanischer Basketballspieler
- Richard William Sheppard (1944–2022), britischer Germanist
- Robert C. Sheppard (1932–2019), britischer Chemiker
- Samuel Sheppard (1923–1970), US-amerikanischer Arzt, Justizopfer
- Scott S. Sheppard (* 1977), US-amerikanischer Astronom
- Tommy Sheppard (* 1959), britischer Politiker
- William Henry Sheppard (1865–1927), US-amerikanischer Missionar
- William Morgan Sheppard (1932–2019), britischer Schauspieler